# Amt Peitz
Het Amt Peitz (Nedersorbisch:Amt Picnjo) is een samenwerkingsverband van acht gemeenten in het Landkreis Spree-Neiße in de Duitse deelstaat Brandenburg. Het amt telt 10.678 inwoners. Het bestuurscentrum is gevestigd in de stad Peitz.

## Gemeenten
Het amt omvat de volgende gemeenten:
1. Drachhausen ↔ Hochoza (854)
2. Drehnow ↔ Drjenow (622)
3. Heinersbrück ↔ Móst (678)
4. Jänschwalde ↔ Janšojce (1.993)
5. Peitz ↔ Picnjo (stad) (4.999)
6. Tauer ↔ Turjej (811)
7. Teichland ↔ Gatojce (1.264)
8. Turnow-Preilack ↔ Turnow-Pśiłuk (1.287)